# Micaria lindbergi
Micaria lindbergi är en spindelart som beskrevs av Roewer 1962. Micaria lindbergi ingår i släktet Micaria och familjen plattbuksspindlar.
Artens utbredningsområde är Afghanistan. Inga underarter finns listade i Catalogue of Life.